# Conus kintoki
Conus kintoki е вид охлюв от семейство Conidae. Видът не е застрашен от изчезване.

## Разпространение и местообитание
Разпространен е във Виетнам, Китай (Гуандун, Гуанси и Хайнан), Малайзия (Сабах и Саравак), Параселски острови, Острови Спратли и Филипини.
Обитава крайбрежията и пясъчните дъна на морета. Среща се на дълбочина около 128 m.